# سرگچ (اندیکا)
سرگچ (اندیکا)، روستایی از توابع بخش آبژدان شهرستان اندیکا در استان خوزستان ایران است.

## جمعیت
این روستا در دهستان آبژدان قرار دارد و براساس سرشماری مرکز آمار ایران در سال ۱۳۸۵، جمعیت آن ۱٬۲۳۹ نفر (۲۱۶خانوار) بوده‌است.